# Гаурське сільське поселення
Гау́рське сільське поселення (рос. Гаурское сельское поселение) — сільське поселення у складі Чернишевського району Забайкальського краю Росії.
Адміністративний центр та єдиний населений пункт — село Гаур.

## Населення
Населення сільського поселення становить 476 осіб (2019; 466 у 2010, 481 у 2002).